# Mirko Vičević
Mirko Vičević (ur. 30 czerwca 1968 w Kotorze) – piłkarz wodny. W barwach Jugosławii złoty medalista olimpijski z Seulu.
Mierzący 192 cm wzrostu zawodnik w 1988 wspólnie z kolegami triumfował w rywalizacji waterpolistów, była to jego pierwsza olimpiada. W 1996 ponownie brał udział w igrzyskach, jako reprezentant nowej Jugosławii. W 1986 i 1991 zostawał mistrzem świata, w 1987 był srebrnym medalistą, a w 1991 był złotym medalistą mistrzostw Europy. Grał w zespołach włoskich i hiszpańskich.